# Armée nationale colombienne
L'Armée nationale colombienne (en espagnol : Ejército Nacional de Colombia) est l'armée de terre de la Colombie, la plus importante branche des Forces armées colombiennes, forte de 235 538 hommes. Elle a la responsabilité des opérations terrestres avec l'Infanteria de Marina (infanterie de marine) afin de protéger la Colombie des menaces internes et extérieures.
L'Armée nationale colombienne est impliquée dans le conflit armé colombien contre les diverses guérillas dont les plus puissantes sont les Forces armées révolutionnaires de Colombie et aide la police lors d'opérations contre le trafic de drogue et contre les organisations criminelles telles les Águilas Negras.
L'armée colombienne bénéficie de très importants financements de la part des États-Unis afin de lutter contre les guérillas communistes. La Colombie est ainsi devenue au cours des années 2000 le deuxième pays au monde, après Israël, à recevoir le plus d'aide militaire étrangère.

## Recrutement
En 2015, 80 % des soldats colombiens sont issus des classes défavorisées, 19,5 % des classes moyennes et 0,5 % des classes privilégiées.

## Organisation

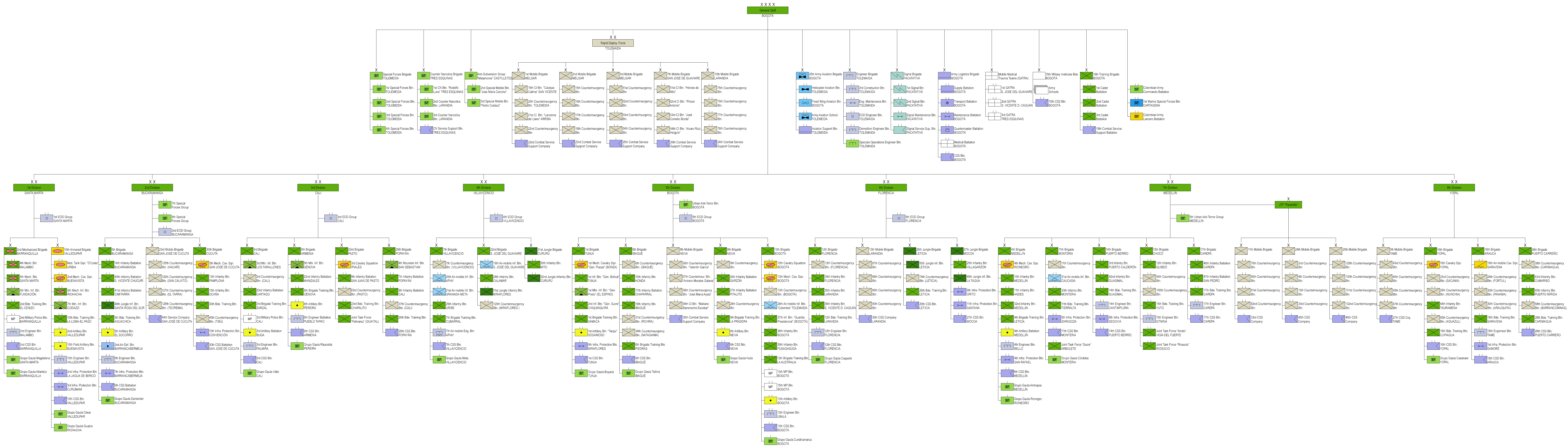
Structure de l'Armée nationale colombienne en 2007.

### Divisions
- 1re Division de l'Armée nationale colombienne
- 2e Division de l'Armée nationale colombienne
- 3e Division de l'Armée nationale colombienne
- 4e Division de l'Armée nationale colombienne
- 5e Division de l'Armée nationale colombienne
- 6e Division de l'Armée nationale colombienne
- 7e Division de l'Armée nationale colombienne

### Regiments

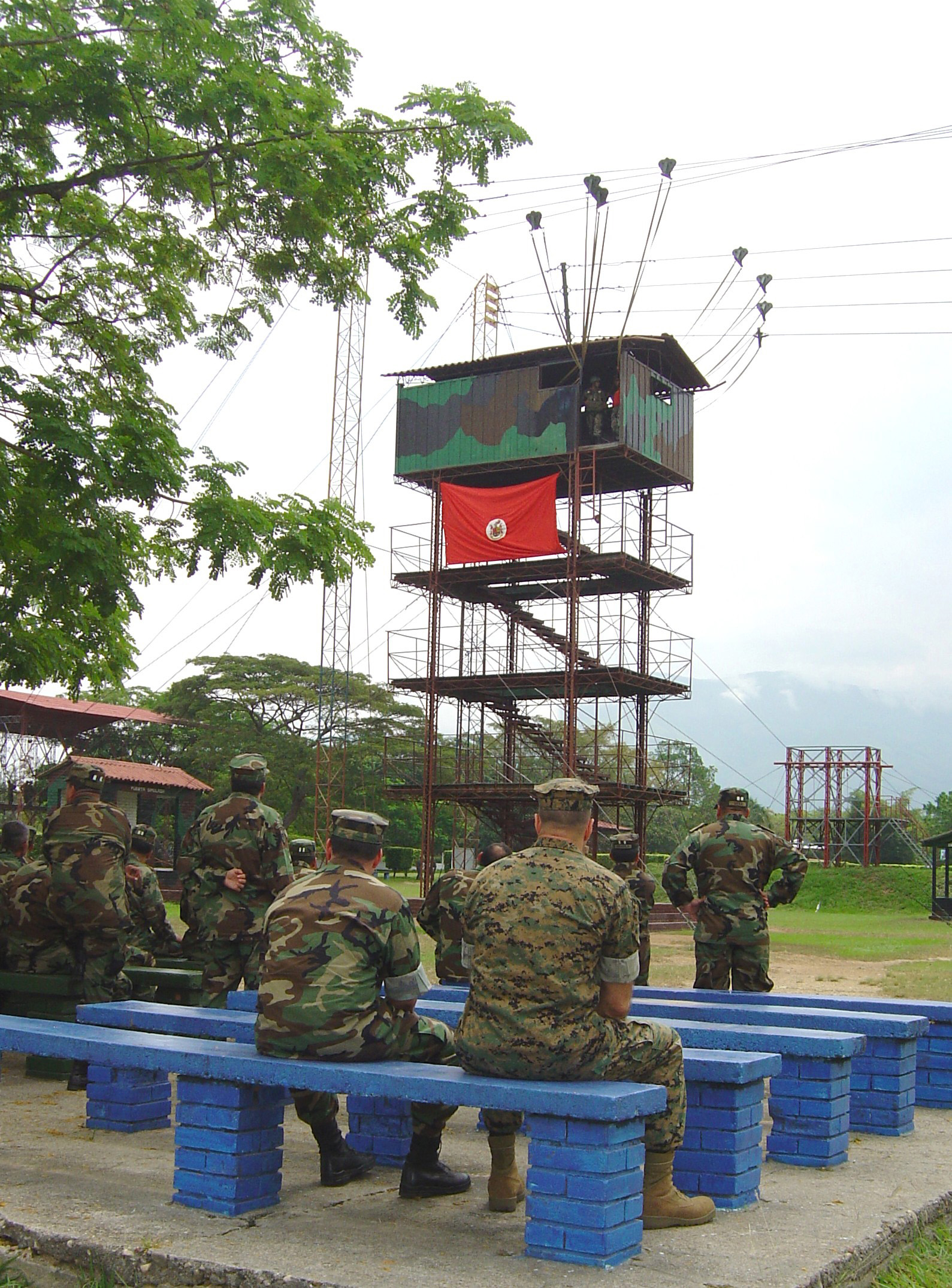
Des soldats américains et colombiens se préparent à sauter d'une tour de 10 mètres à l'Académie militaire de Tolemaida (15 septembre 2005)

- Infantería (Infanterie de l'Armée nationale colombienne)
- Caballería (Cavalerie de l'Armée nationale colombienne)
- Artillería (Artillerie de l'Armée nationale colombienne)
- Ingenieros (Génie de l'Armée nationale colombienne)
- Intelligence (Services de renseignement de l'Armée nationale colombienne)
- Comunicaciones (Transmissions de l'Armée nationale colombienne)
- Cuerpo Logístico y Administrativo (Intendance militaire de l'Armée nationale colombienne)
- Aviación (Aviation de l'Armée nationale colombienne)

### Forces spéciales

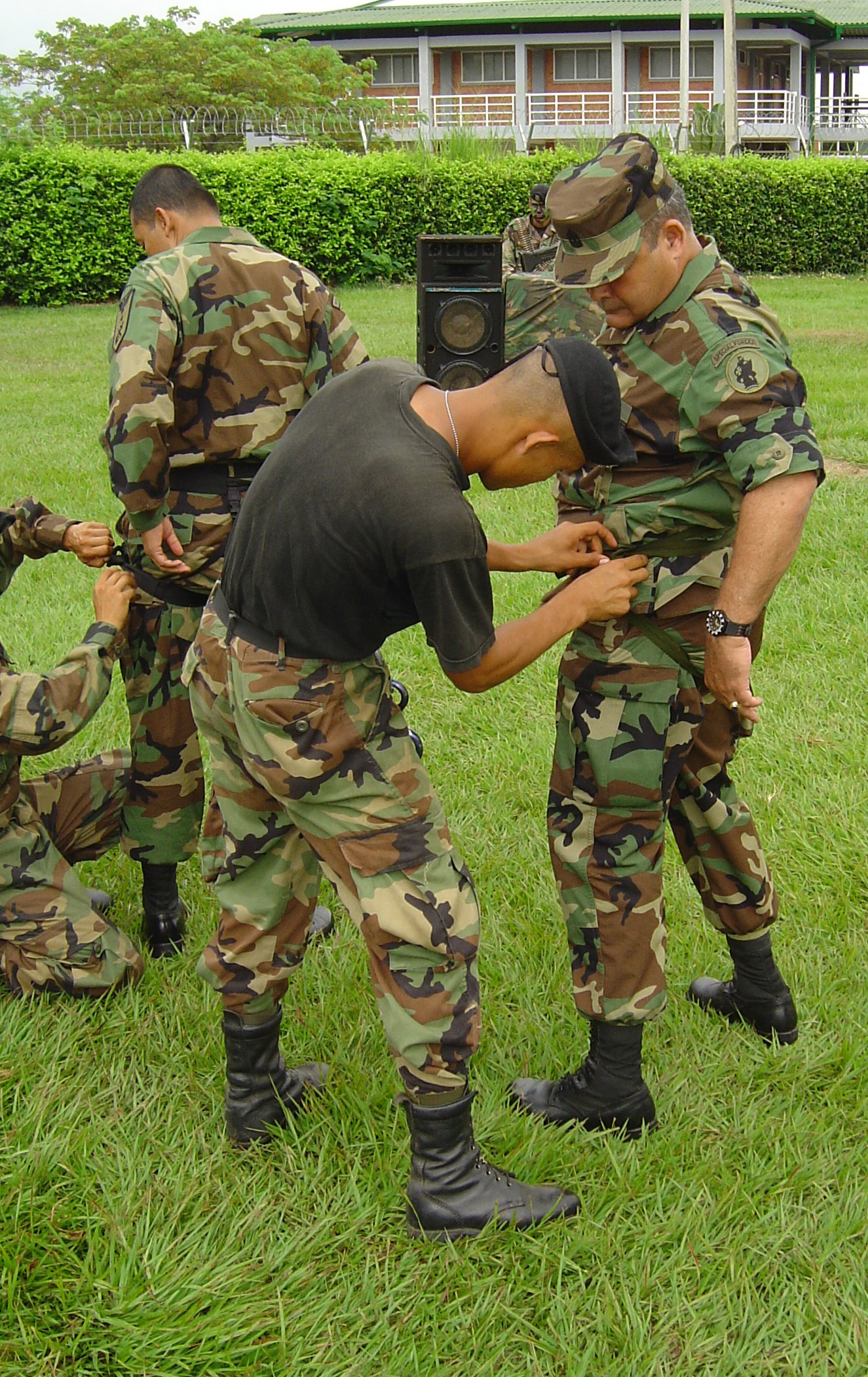
Un soldat colombien harnache un major américain avant une descente en rappel à l'Académie militaire de Tolemaida (15 septembre 2005)

L'Armée colombienne a créé de nouvelles forces spéciales afin de combattre le terrorisme et les guérillas marxistes.

#### Force de déploiement rapide
La Force de déploiement rapide ou Fuerza de Despliegue Rapida (FUDRA) est créée le 7 septembre 1999 comme une force de réaction moderne capable de se déployer dans différents secteurs par tous temps. Elle dispose à cet effet de trois brigades mobiles et d'une brigade des Forces spéciales dotée d’hélicoptères UH-60 Black Hawk et Mi-17. Actuellement, sa fonction est essentiellement les actions contre les FARC. Sa devise est « Quelle que soit la mission, quel que soit l’endroit, quelle que soit l’heure, de la meilleure manière, prêts à vaincre ».

#### Brigade contre le narcotrafic
Cette unité est spécialement activée à partir du bataillon d’infanterie « BG. Rodolfo Herrera Luna » pour des opérations contre le trafic de drogue. Elle est créée le 8 décembre 2000, et a son quartier général dans le Guaviare.

#### Brigade de l'aviation de l'Armée
La Brigade de l'aviation de l'Armée (Unidad de Aviacion del Ejercito) est l'aviation légère de l'Armée nationale colombienne, indépendante de l'Armée de l'air (Fuerza Aérea Colombiana). Créée le 7 septembre 1916, elle est gérée par la Cavalerie. Cette unité s'est récemment intéressée aux problèmes d'intégrité territoriale ou de souveraineté nationale.

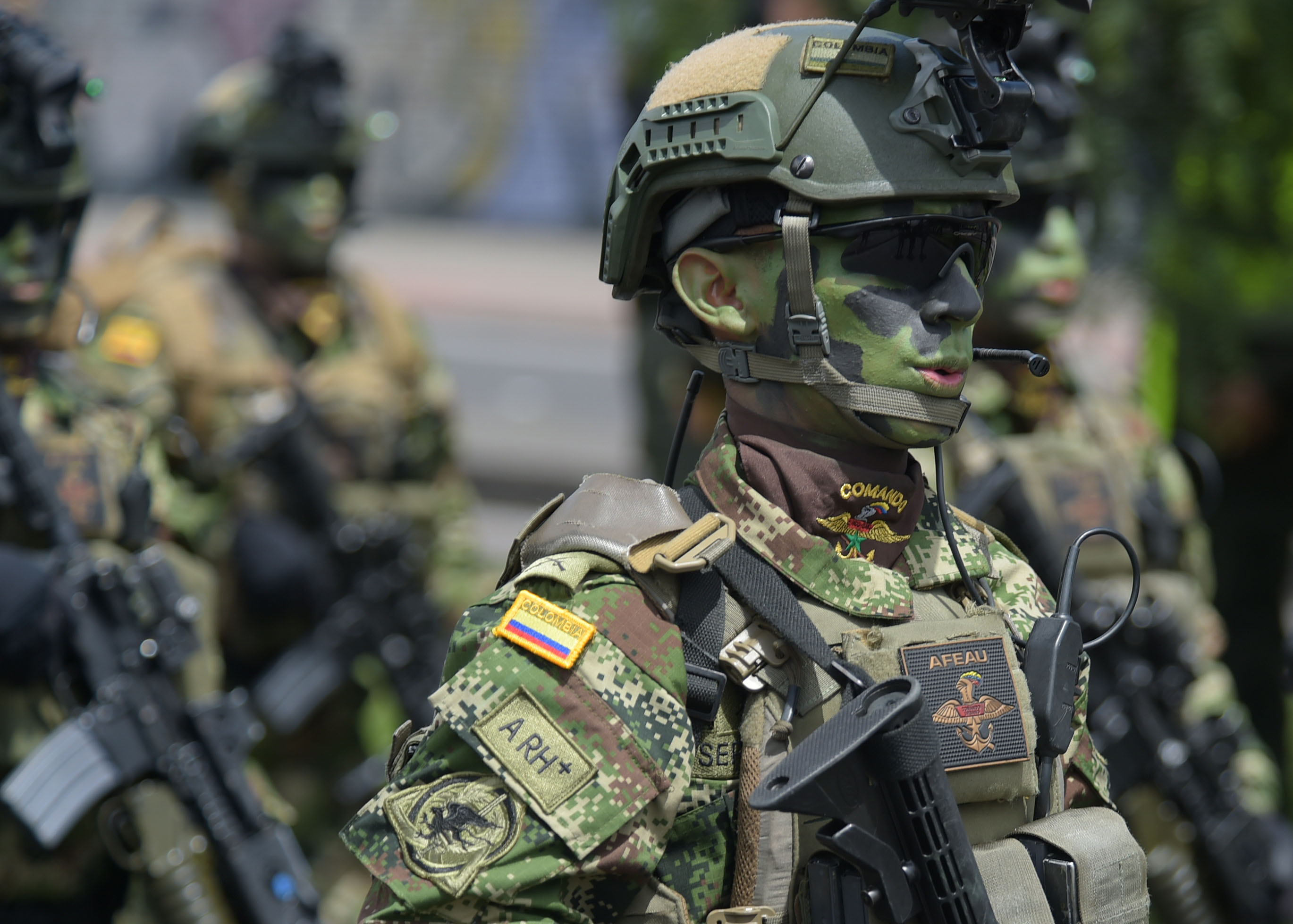
Parche del CCOES sobre el hombro de un comando, a su vez miembro de la Agrupación de Fuerzas Especiales Antiterroristas Urbanas AFEAU

#### Groupement des Forces spéciales antiterroristes urbaines (AFEUR)
Le Groupement des Forces spéciales antiterroristes urbaines (Agrupación de Fuerzas Especiales Antiterroristas Urbanas), est créé avec la mission de réaliser des opérations de combat urbain et de proximité contre les groupes armés hors-la-loi. Sa mission fondamentale consiste à arrêter et neutraliser en contexte urbain les prétentions des terroristes dans les principales villes du pays. Ce regroupement spécial de l’Armée a la capacité de devancer les opérations basées sur le facteur surprise et la coordination de ses membres. La protection des VIPs est une autre mission de l'AFEUR. Par exemple, il protège le président de la République colombienne lors de ses déplacements ou d'autres chefs d'État, tel Bill Clinton et George W. Bush en visite à Carthagène des Indes, respectivement en 2000 et 2004. Il a également contribué à la sécurité de George W. Bush lors de sa visite à Bogota en 2007. L'AFEUR répond directement de l'État-major combiné des Forces armées colombiennes (Commando General de las Fuerzas Armadas) et est autorisé à utiliser tout moyen de transport aérien militaire afin de garantir sa mobilité, ou tout arme ou équipement pour accomplir sa mission. L'AFEUR a, en 2005, 2006 et 2007, remporté la compétition « Fuerzas Comando » contre des forces d'élite d'Argentine, de Bolivie, du Chili, du Costa Rica, de l'Équateur, des États-Unis, du Guatemala, du Honduras, de Jamaïque, du Nicaragua, du Panamá, du Paraguay, du Pérou, de la République dominicaine, du Salvador et de l'Uruguay.

#### Brigade des Forces spéciales
La Brigade des Forces spéciales, créée en 1970 est la plus ancienne unité de l'actuelle Armée nationale colombienne puisqu'elle descend du Bataillon Fusils, la garde d’honneur de Simón Bolívar. Les Forces Spéciales sont un élément stratégique qui s’utilise sous la direction de l'État-major combiné, auquel elles offrent la capacité nécessaire pour réaliser des opérations de guerre asymétrique sur le territoire ennemi comme sur ses territoires occupés.

#### Groupes d'action unifiés pour la liberté personnelle (GAULA)

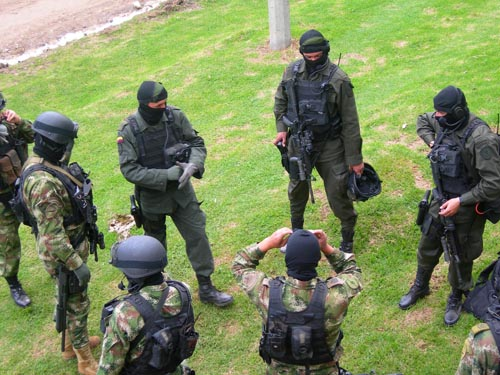
Des hommes du GAULA en 2007. Une partie de leur entrainement est financée par le Diplomatic Security Service.

GAULA est un acronyme pour Grupos de Acción Unificada por la Libertad Personal, c'est-à-dire Groupes d'action unifiés pour la liberté personnelle, spécialisés dans la résolution des prises d'otages. Ce sont des unités d’élite créées en 1996, exclusivement dédiées à éviter et lutter contre l’enlèvement et l’extorsion. Elles sont composées de personnel hautement qualifié pour mener des opérations de sauvetage d’otages et de démantèlement de bandes criminelles à l’origine des délits méprisants la liberté personnelle des Colombiens. De même, il existe une inter-institutionnalité dans les GAULA qui garantit un autocontrôle des procédures, puisqu’ils sont formés par les personnels du Département administratif de sécurité, du Corps technique d’enquêtes (CTI), du Bureau d’enquêtes pénales (Fiscalía) et des Forces militaires. Actuellement, le pays dispose de 16 GAULA de l’Armée nationale colombienne et 2 de la Marine nationale.

## Matériels
[Quand ?]
(R) signifie que les Matériels en question sont actuellement en réserve

### Armes légères
Une partie de ses armes sont construites par la société colombienne Indumil.
- Pistolets : Browning GP (R), Beretta 92, Colt M1911A1(R)
- Fusils d'assauts : Famas, Galil, Tavor, Colt M4, M16A1, HK G3(R), FN FAL (fabrication argentine)(R)
- Pistolets mitrailleurs : Uzi (R), MAC-10(R), MP5, Colt 635 SMG (GAULA)
- Mitrailleuses : FN MAG, Saco M60, HK 21, FN Minimi

### Véhicules de combat d'infanterie/ véhicules de transport de troupes
- EE-9 Cascavel : 135
- M-113 : 120
- M8 Greyhound : 5
- EE-11 Urutu : 100
- RG-31 Nyala : 4
- Tubes d'artillerie : 158
  - de 75 mm : 70
  - de 105 mm : 86
- mortiers : 483
  - de 107 mm : 148
  - de 120 mm : 210

### Hélicoptères
- OH-6 Cayuse : 6
- UH-60 : 46 UH-60L pour l'armée de terre, 32 UH-60A/L pour l'armée de l'air et 7 S-70A pour la police en août 2010 livré depuis 1988. 4 autres sont en commande pour la police et l'armée en demande 8 autres à cette date[10]
- UH-1 : 33
- Mi-17 : 12

## Grades

### Soldats
- Appelés: Conscrits servant pour une période obligatoire de 22 mois ;
- Engagés: Conscrits, qui après leur service de 22 mois, décident de rester dans l'Armée. L'augmentation de la solde dépend du temps de service et du rang. Ces soldats reçoivent alors les bénéfices de la sécurité sociale et un pécule après 20 ans de service ;
- Dragoneantes: Soldats de 1re classe. Soldats qui ont reçu une distinction durant leur service et ont suivi un entraînement spécial. Ils ont autorité sur les autres soldats de même rang ou, bien sûr, inférieur.

### Gradés et sous-officiers (Suboficiales)
- Cabo Tercero: caporal ;
- Cabo Segundo: caporal-chef ;
- Cabo Primero: caporal-chef de 1re classe.
- Sargento Segundo: sergent de 2e classe ;
- Sargento Vice Primero: vice-sergent de 1re classe ;
- Sargento Primero: sergent de 1re classe (engagé).
- Sargento Mayor: sergent-chef ;
- Sargento Mayor de Commando: adjudant ;
- Sargento Mayor de Commando Ejército: adjudant-chef.

### Officiers (Oficiales)
- Subteniente: sous-lieutenant ;
- Teniente: Lieutenant ;
- Capitán: capitaine.
- Mayor: commandant
- Teniente Coronel: lieutenant-colonel ;
- Coronel: colonel.
- Brigadier General: général de brigade ;
- Mayor General: général de division ;
- General: général d'armée.

## Opérations et controverses
- Le « scandale des faux positifs », révélé en 2008, sur les assassinats de milliers de civils par l'armée. Les victimes étaient ensuite présentés en guérilleros tués au combat afin de grossir les statistiques des succès rencontrés par l'armée dans le conflit armé. Les plus hauts responsables militaires colombiens étaient conscients de ces pratiques et les auraient couvertes, voire commanditées[11].
- L'armée colombienne est accusée de collaboration avec des escadrons de la mort clandestins. Cette collaboration aurait été si prononcée qu'Human Rights Watch qualifie ces derniers de « sixième division » de l'armée[12].
- L'armée semble avoir été en proie à une violente crise interne en 2005. La destitution de quatre généraux de haut rang a mis en évidence de profondes fractures au sein d’une institution marquée par les changements de doctrine imposés depuis le Pentagone et par des revers dans le conflit contre les FARC[13].
- En 2019, le New York Times révèle que « Le chef d’état-major colombien (…) a ordonné à ses troupes de doubler le nombre de criminels et de militants qu’elles tuent, capturent ou forcent à se rendre lors des combats — y compris si cela implique davantage de pertes civiles[14]. »
- Une enquête a révélé en 2020 un système d’interception des communications mis en place durant le deuxième semestre de 2019 par l'armée. Parmi les cibles, figurent des magistrats de la Cour suprême de justice, des députés et sénateurs, des avocats, des journalistes, des défenseurs des droits humains. Un employé de Cour suprême de justice a découvert, dans le faux-plafond, un microphone de quelques millimètres placé dans le bureau du magistrat César Reyes, chargé d’instruire le procès de l'ancien président Álvaro Uribe, accusé de « corruption » et « manipulation de témoins »[15].
- La corruption est très présente au sein de l’armée. Certains officiers distribuent des armes à des civils[16].
- L’armée colombienne est critiquée pour des viols collectifs d’adolescentes indigènes par des soldats[17].
- De nombreux soldats se reconvertissent dans le mercenariat après leur retraite. Ils servent notamment aux Émirats arabes unis, en Afghanistan, prennent part aux combats  dans la guerre du Yémen au sein de la coalition menée par l'Arabie saoudite, et ont participé à l'assassinat du président haïtien Jovenel Moïse[18].

## Pour en savoir plus
- Magazines :
  - ASSAULT
  - RAIDS
- Ouvrages :